# Tetraloniella imitatrix
Tetraloniella imitatrix là một loài Hymenoptera trong họ Apidae. Loài này được Cockerell & Porter mô tả khoa học năm 1899.